# Wiener Übereinkommen zum Schutz der Ozonschicht
Das Wiener Übereinkommen zum Schutz der Ozonschicht vom 22. März 1985 ist ein von 198 Staaten unterzeichneter völkerrechtlicher Vertrag. Es regelt vorwiegend Formalitäten und wird vom Umweltprogramm der Vereinten Nationen verwaltet. Konkrete Maßnahmen zum Schutz der Ozonschicht sind durch das Montrealer Protokoll geregelt. Das Übereinkommen ist das erste Abkommen, das von allen Mitgliedsstaaten der Vereinten Nationen ratifiziert wurde.
Die Bundesrepublik Deutschland hat das Übereinkommen durch das Gesetz zu dem Übereinkommen vom 22. März 1985 zum Schutz der Ozonschicht (OzonSÜbkG) vom 26. September 1988 in das bundesdeutsche Recht übernommen.
In der DDR trat das Übereinkommen (hier Wiener Konvention zum Schutz der Ozonschicht genannt) durch die Bekanntmachung des Staatsrates vom 21. Juli 1989 rückwirkend zum 25. April 1989 in Kraft.